# Bröst

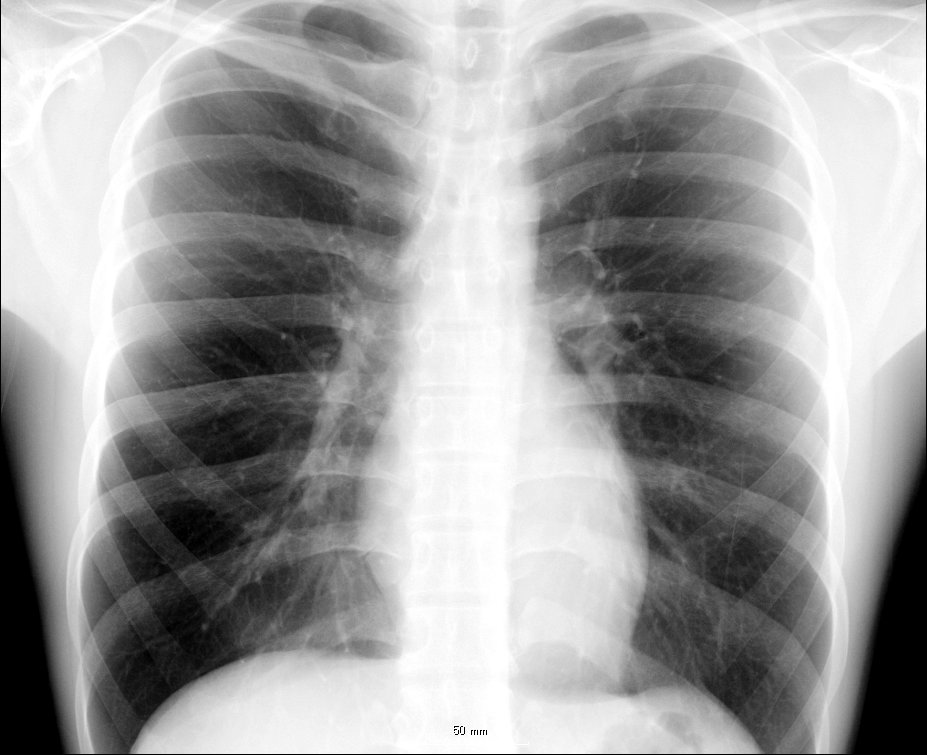
Röntgenbild av ett bröst. Bröstkorgen syns tydligt.

Bröstet, eller bringan, är övre och främre delen av bålen. Benämningen ingår i många stående uttryck som luta sig mot någons bröst och ha ont i bröstet. Bröst kan även syfta på bröstmuskulaturen (pectoralis major, pectoralis minor), bröstkörtlar hos kvinnor (kvinnobröst) eller kvinnlig brösttillväxt hos män (gynekomasti). Smärta i bröstvävnaden kallas mastodyni. Smärta innanför bröstet (bröstsmärta) är ett tecken på många sjukdomar.